# Wolfgang Walther (Politiker)

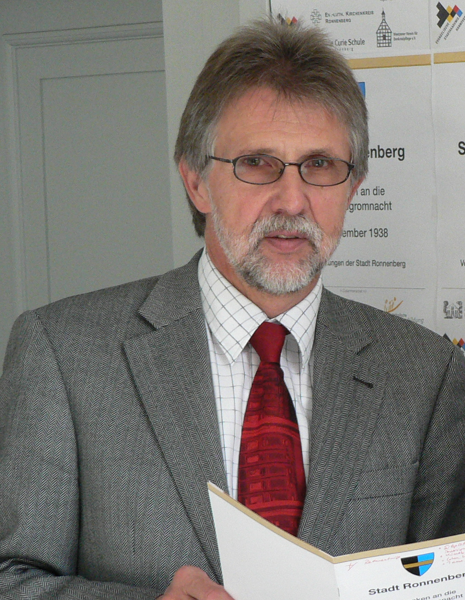
Wolfgang Walther, 2008

Wolfgang Walther (* 31. Oktober 1948) ist ein deutscher Kommunalpolitiker (SPD). Er war von 2001 bis 2013 erster hauptamtlicher Bürgermeister der Stadt Ronnenberg.

## Werdegang
Walther begann seine Verwaltungslaufbahn 1966 bei der Stadt Laatzen, wo er nach seiner Ausbildung als Haushaltssachbearbeiter arbeitete. 1976 wechselte er zum Verband Großraum Hannover und kam 1987 zur Stadt Ronnenberg. Dort leitete er zunächst das Hauptamt, bevor er zum Dezernenten für Allgemeine Verwaltung, Jugend und Bildung berufen wurde. 2001 wurde Walther zum ersten hauptamtlichen Bürgermeister von Ronnenberg gewählt. Er gewann die Wahl gegen Wolfgang Neumann (CDU). Im Jahr 2006 wurde Walther für acht Jahre wiedergewählt und setzte sich dabei gegen Carsten Mauritz (CDU) durch. 2013 ging Wolfgang Walther in den Ruhestand.

## Sonstiges
Im Zuge der von Walther vorangetriebenen Erinnerungskultur wurden 2005 die Stolpersteine in Ronnenberg als erster Kommune in der Region Hannover verlegt.